# (100574) 1997 HS2
(100574) 1997 HS2 es un asteroide perteneciente al cinturón de asteroides, descubierto el 30 de abril de 1997 por el equipo del Spacewatch desde el Observatorio Nacional de Kitt Peak, Arizona, Estados Unidos.

## Designación y nombre
Designado provisionalmente como 1997 HS2.

## Características orbitales
1997 HS2 está situado a una distancia media del Sol de 2,353 ua, pudiendo alejarse hasta 2,835 ua y acercarse hasta 1,872 ua. Su excentricidad es 0,204 y la inclinación orbital 3,354 grados. Emplea 1319,18 días en completar una órbita alrededor del Sol.

## Características físicas
La magnitud absoluta de 1997 HS2 es 16,3.